# FNC Entertainment
FNC Entertainment (em coreano: 에프엔씨 엔터테인먼트) é uma gravadora sul-coreana fundada pelo cantor e produtor Han Seong-ho, que começou gerenciando apenas músicos, porém mudou seu nome para FNC Entertainment em 2012, começando a ampliar sua área de negócios e no entretenimento.

## FNC Kingdom

### Artistas

#### Grupos
| Estréia | Nome          | Gênero    | Integrantes                                                        | Líder          | Status  |
| ------- | ------------- | --------- | ------------------------------------------------------------------ | -------------- | ------- |
| 2007    | FTISLAND      | Masculino | Lee Hongki, Jaejin e Minhwan                                       | -              | Ativo   |
| 2009    | CNBLUE        | Masculino | Yonghwa, Minhyuk e Jung Shin                                       | Yonghwa        | Ativo   |
| 2012    | AOA           | Feminino  | Seolhyun, Hyejeong e Chanmi                                        | -              | Ativo   |
| 2013    | N.Flying      | Masculino | Seunghyub, Cha Hun, Jaehyun, Hweseung e Dongsung                   | Seunghyub      | Ativo   |
| 2016    | SF9           | Masculino | Inseong, Youngbin, Jaeyoon, Dawon, Zuho, Taeyang, Hwiyoung e Chani | Youngbin       | Ativo   |
| 2017    | HONEYST       | Masculino | Oh Seung Seok, Kim Cheol Min, Seo Dong Seong e Kim Hwan            | Seo Dong Seong | Inativo |
| 2019    | Cherry Bullet | Feminino  | Haeyoon, Yuju, Bora, Jiwon, Remi, Chaerin, e May                   | Haeyoon        | Inativo |
| 2020    | P1Harmony     | Masculino | Theo, Keeho, Jiung, Intak, Soul e Jongseob                         | Keeho          | Ativo   |
| 2023    | AMPERS&ONE    | Masculino | Kamden, Brian, Jiho, Siyun, Mackiah, Kyrell e Seungmo              | Jiho           | Ativo   |

#### Solistas
| Estréia | Nome         | Status |
| ------- | ------------ | ------ |
| 2011    | Jung Yonghwa | Ativo  |
| 2015    | Lee Hongki   | Ativo  |
| 2021    | J.Don        | Ativo  |
| 2023    | Hwiyoung     | Ativo  |

#### Sub units
| Estréia | Nome           | Integrantes                                 | Status                                                 |
| ------- | -------------- | ------------------------------------------- | ------------------------------------------------------ |
| 2009    | F.T. Triple    | Choi Jong-hoon, Choi Min-hwan e Lee Jae-jin | inativo                                                |
| 2013    | AOA Black      | Choa, Youkyung, Mina, Jimin, Yuna           | inativo devido a saída de Youkyung, Mina, Choa e Jimin |
| 2013    | Romantic J     | Lee Jong-hyun e Juniel                      | desativado                                             |
| 2014    | Two Song Place | Song Seung-hyun e Song Eun-yi               | inativo                                                |
| 2015    | JNJ            | Shin Jimin e Seunghyub (como J.DON)         | inativo                                                |
| 2016    | AOA Cream      | Chanmi, Yuna, e Hyejeong                    | inativo                                                |

FNC Japão
| Estréia | Nome          | Gênero    | Integrantes                          | Líder  | Status |
| ------- | ------------- | --------- | ------------------------------------ | ------ | ------ |
| 2022    | PRIKIL        | Feminino  | Rinko, Rin, Uta, Yukino e Nana       | Rinko  | Ativo  |
| 2023    | Hi-Fi Un!corn | Masculino | HYUNYUL, KIYOON, TAEMIN, SHUTO e MIN | KIYOON | Ativo  |

### Atores e Atrizes
- Kang MinHyuk
- Kang Seol
- Chani
- Kim Nuri
- Rowoon
- Kim Bora
- Kim SeoYeon
- Kim Seoha
- Kim SaeYeon
- Kim Youngbin
- Kim Inseong
- Kim Jaehyun
- Kim Hwiyoung
- Moon Seong Hyun
- Park Kwang Jae
- Park Ji Ahm
- Park Jiwon
- Park Chaerin
- Park Hyun Jung
- Baek Zuho
- Seo DongSung
- Sung Hyuk
- Shin Ian
- Shin Yi June
- Yoo Taeyang
- David Silver
- Lee Dawon
- Lee Dong Gun
- Lee Seunghyub
- Lee Jaeyoon
- Lee Jaejin
- Lee Jungshin
- Lee Honggi
- Lim Dohwa
- Lim Hyoun Soo
- Jung Yonghwa
- Jung Hae-in
- Jin Seo Yul
- Cha Hun
- Choi Minhwan
- Choi Yuju
- Huh Jiwon

| - Yoo Jae-suk - Jeong Hyeong-don - Lee Guk-joo - Noh Hong-chul - Song Eun-yi - Kim Yong-man | - Jung Yong-hwa - Lee Jong-hyun - Lee Hong-ki - Lee Jae-jin - Choi Jong-hoon - Lee Jung-shin - Song Seung-hyun - Baek Zu-Ho - Chani - J.don (Lee Seung-hyub) - Kim Young-Kyun - Kim Young-Bin - Kang Min-hyuk |

## Ex-artistas
- M Signal
- Oh Won-bin (ator atualmente pela JIHO Entertainment)
- Juniel
- Ji Suk-jin (Deixou a empresa após apenas 7 meses de contrato)
- Choa (ex AOA)
- Youkyung (ex baterista do AOA)
- Mina (ex AOA)
- Jimin (ex-AOA)

### Ex-trainees notáveis
- Jeon Jiwoo (atualmente na DSP Media - integrante do KARD)
- Lee Joon (atualmente ator na Prain TPC, ex-MBLAQ)
- Go Eun-bi (EunB) (membro falecida do Ladies Code)
- J-Hyo (atualmente na Nega Network ex- membro do LC9 (LC9 teve disband)
- Jung Woo (atualmente na MBK Entertainment como membro do SPEED)
- Lee Dasom (ex-TAHITI)
- Jiwon (Conhecida como Chuu no girlgroup LOONA)

## Subsidiárias
- FNC Academy (Corea)
- AI Entertainment (Japão)